# Jérémy Serwy
Jérémy Serwy (Liegi, 4 giugno 1991) è un calciatore belga, centrocampista dell'Habay-la-Neuve.